# Trampe-fietslift

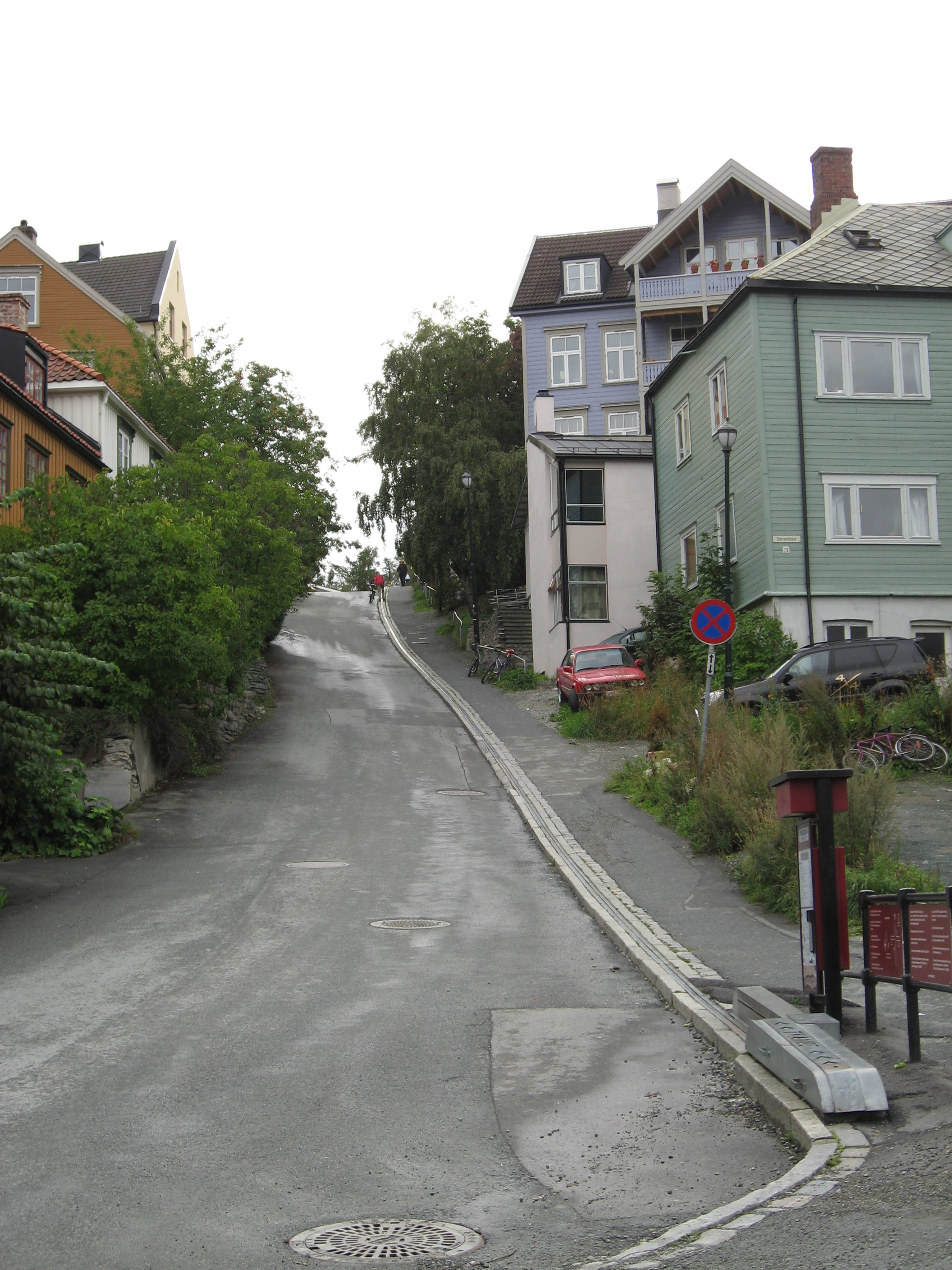
De fietslift langs de kant van de weg, heuvelop.

De Trampe-fietslift (Noors: Sykkelheisen Trampe) is de eerste, en tot nu toe enige fietslift in de wereld. Dit prototype werd in 1993 gebouwd in de wijk Bakklandet in Trondheim (Noorwegen). In 2013 vond een modernisering plaats.

## Gebruik
Voor het gebruik gaat men als volgt te werk: de rechtervoet wordt op het startpunt gezet (de linkervoet houdt men op de fietspedaal) en de startknop wordt ingedrukt. Na enkele seconden verschijnt er een voetplaat onder het startpunt en de fietser wordt voortgeduwd.
Belangrijk is dat het rechterbeen wordt rechtgehouden. Ook moet het lichaam iets voorover leunen. Wanneer men deze instructies niet goed opvolgt is het moeilijk om in evenwicht te blijven en kan men omvallen.
Om deze fietslift te gebruiken moest men tot 2013 voor 100 Noorse kronen een ponskaart kopen of huren.

## Details
- Gebouwd door: Design Management AS
- Hellingsgraad: 20% (1:5)
- Lengte: 130 m
- Snelheid:
  - Beginners 1,5 m/s (5,4 km/h)
  - Gevorderden 2 m/s (7,4 km/h)
- Capaciteit: maximaal 300 fietsers per uur
- Aandrijving: Elektromotor

## Fotogalerij

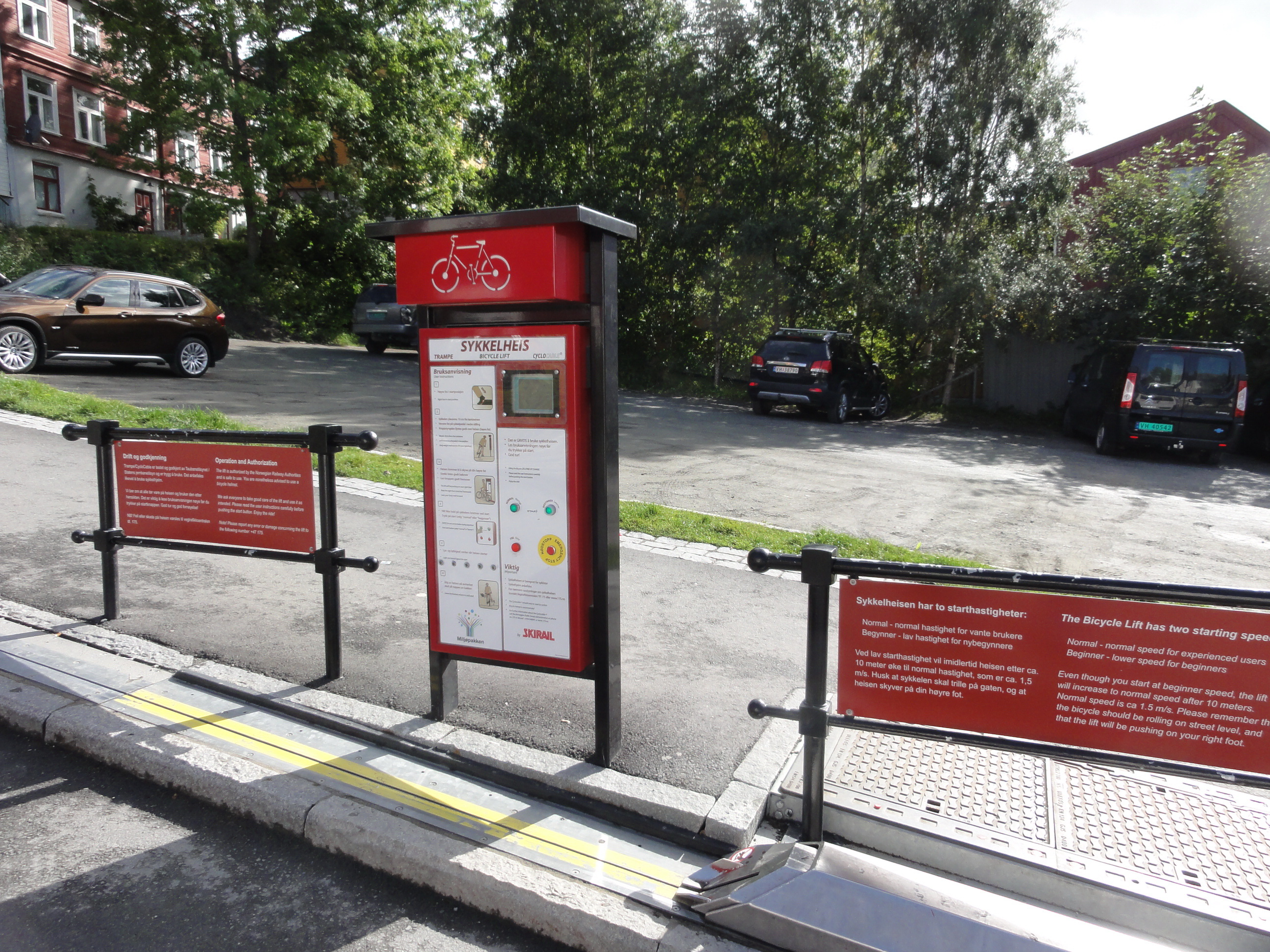
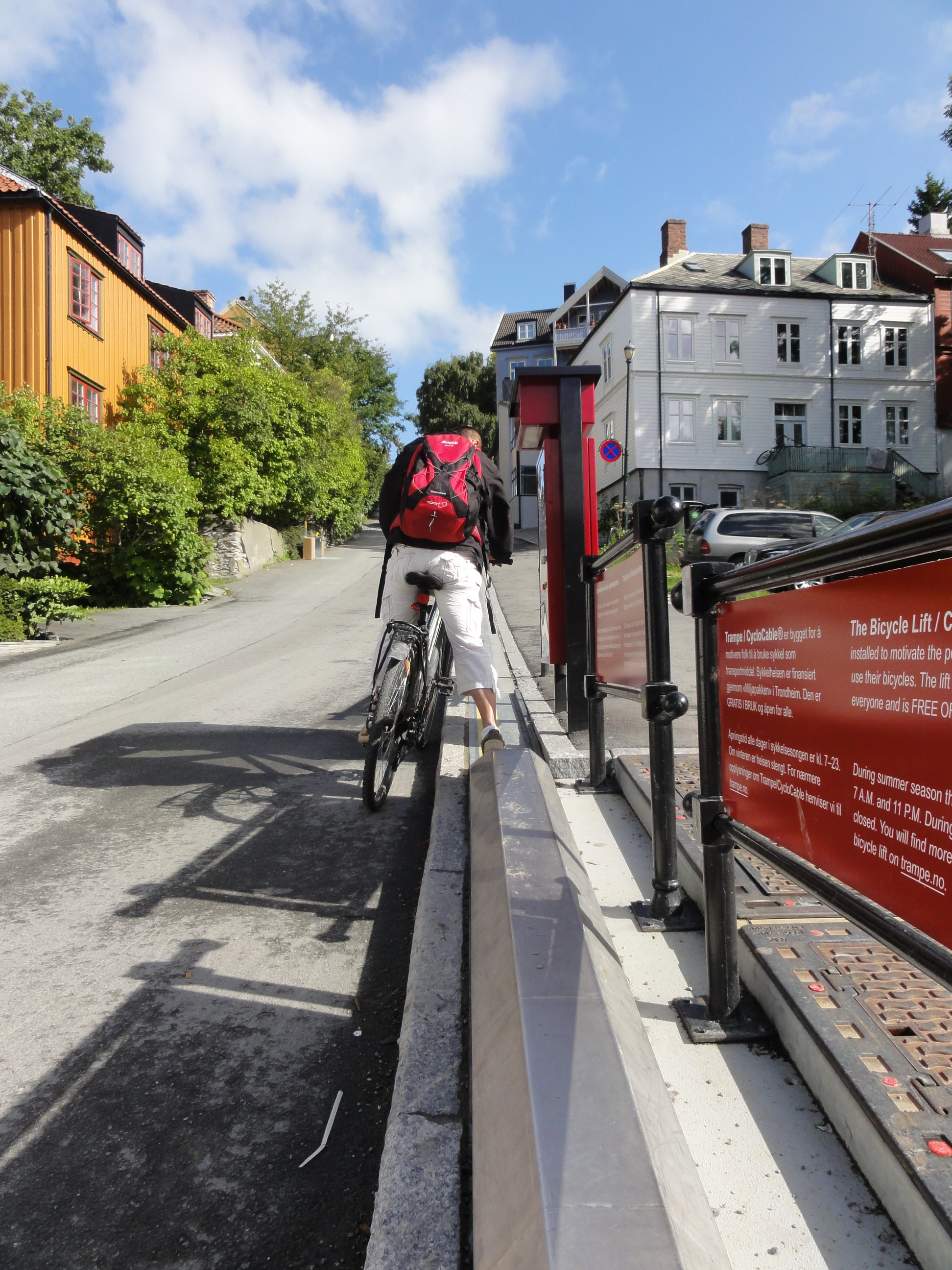
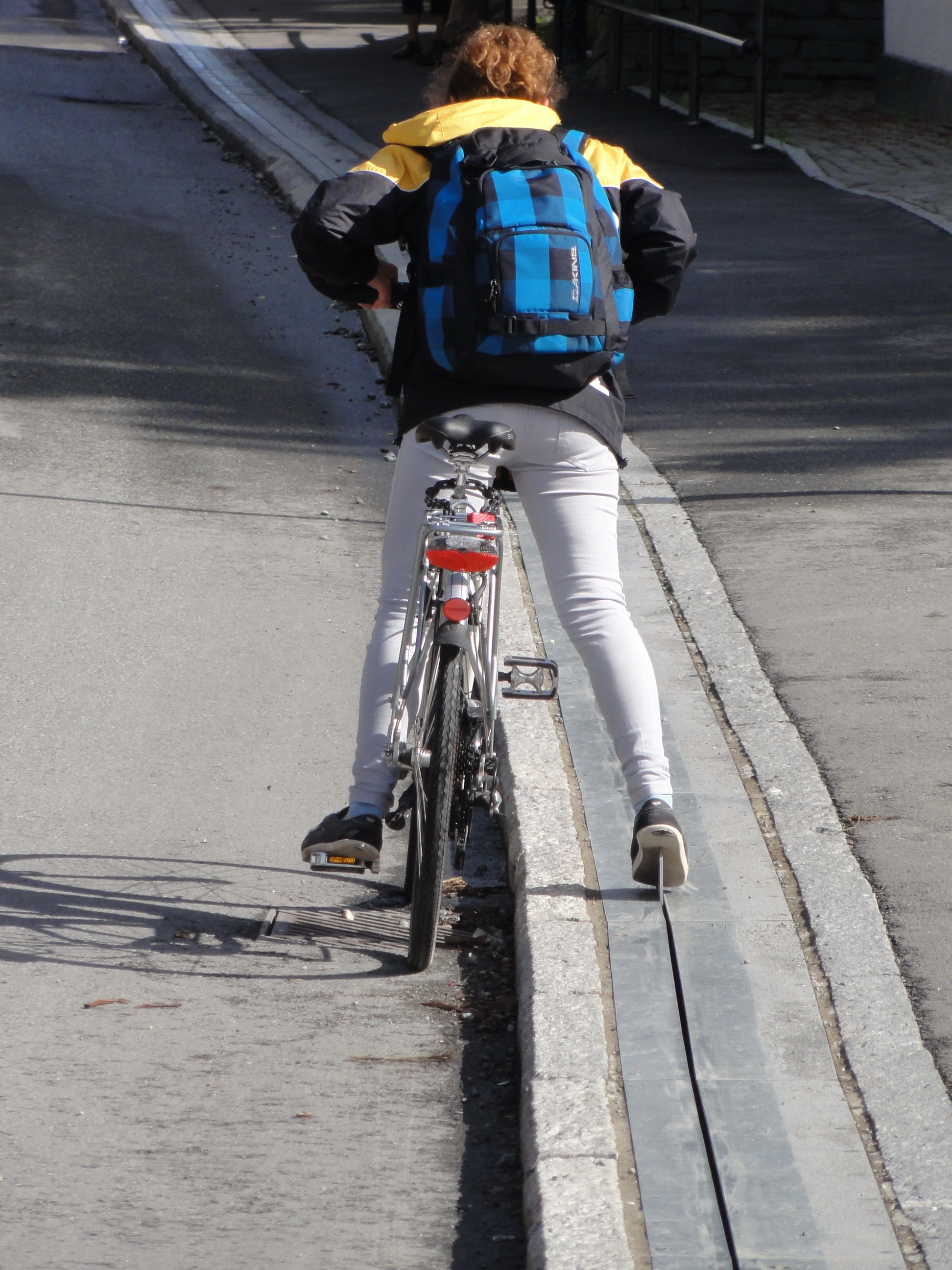
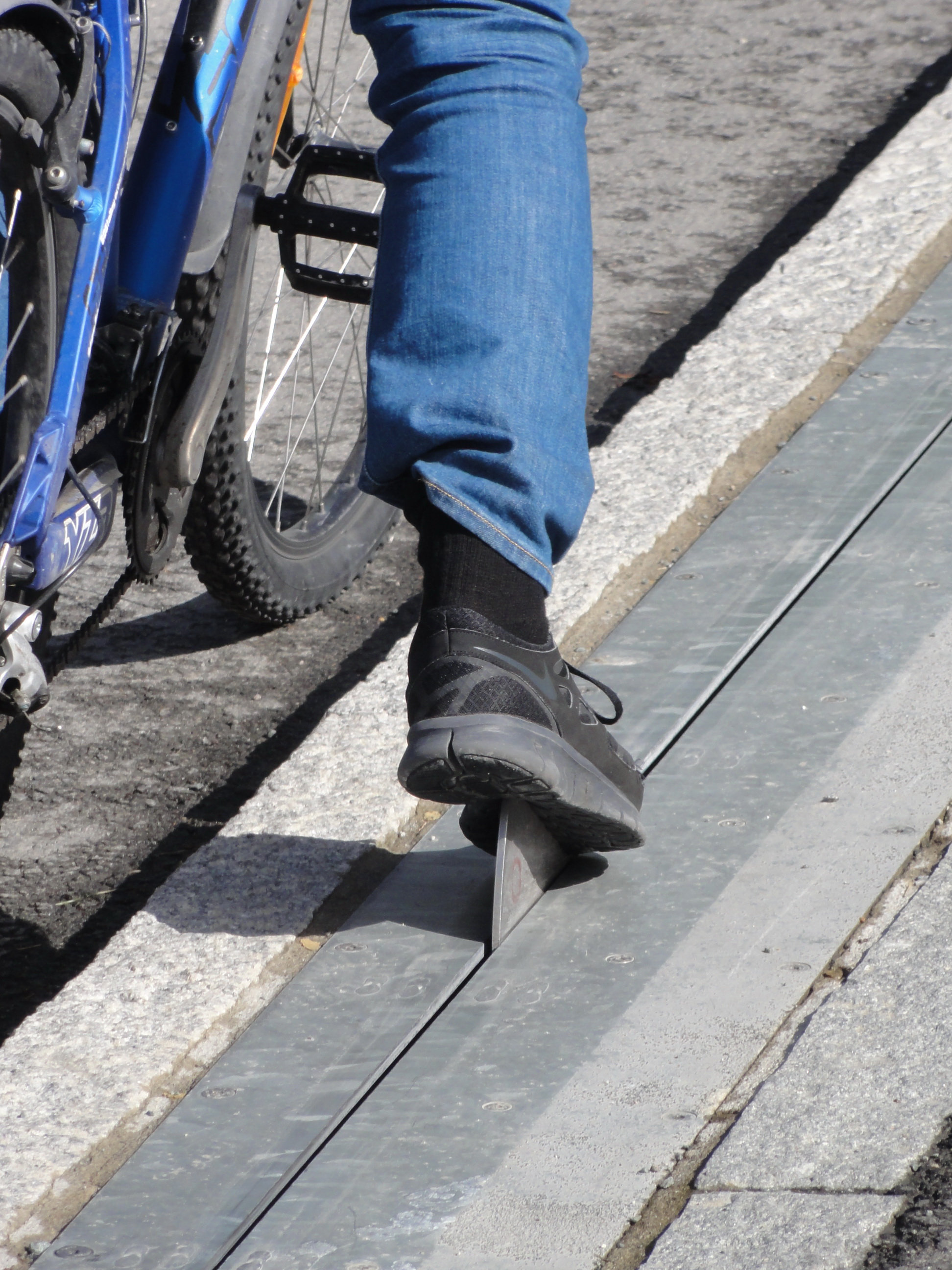
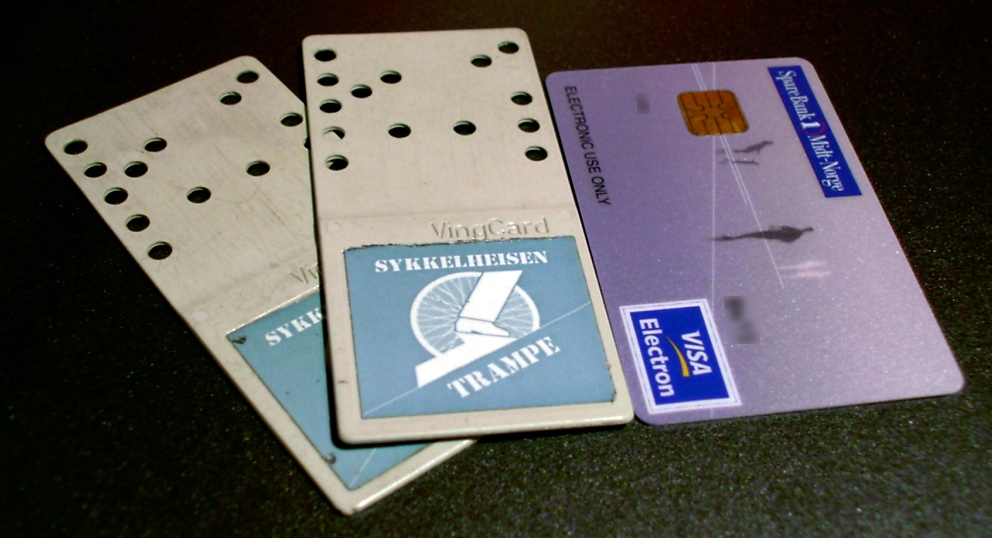